# 歐洲移民危機

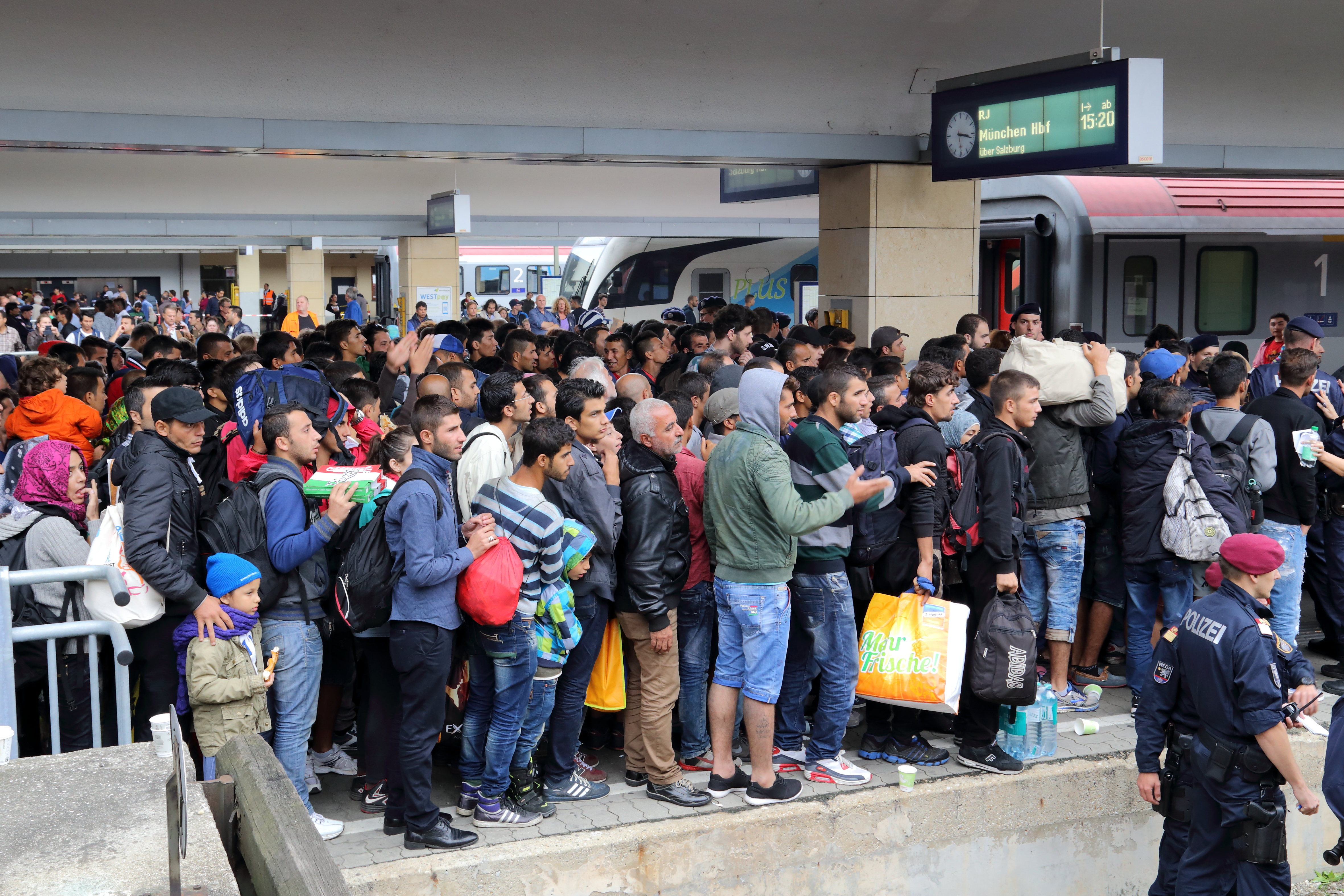
2015年9月5日，大批難民聚集在維也納西站的月台準備登上前往德國慕尼黑火車總站的火車

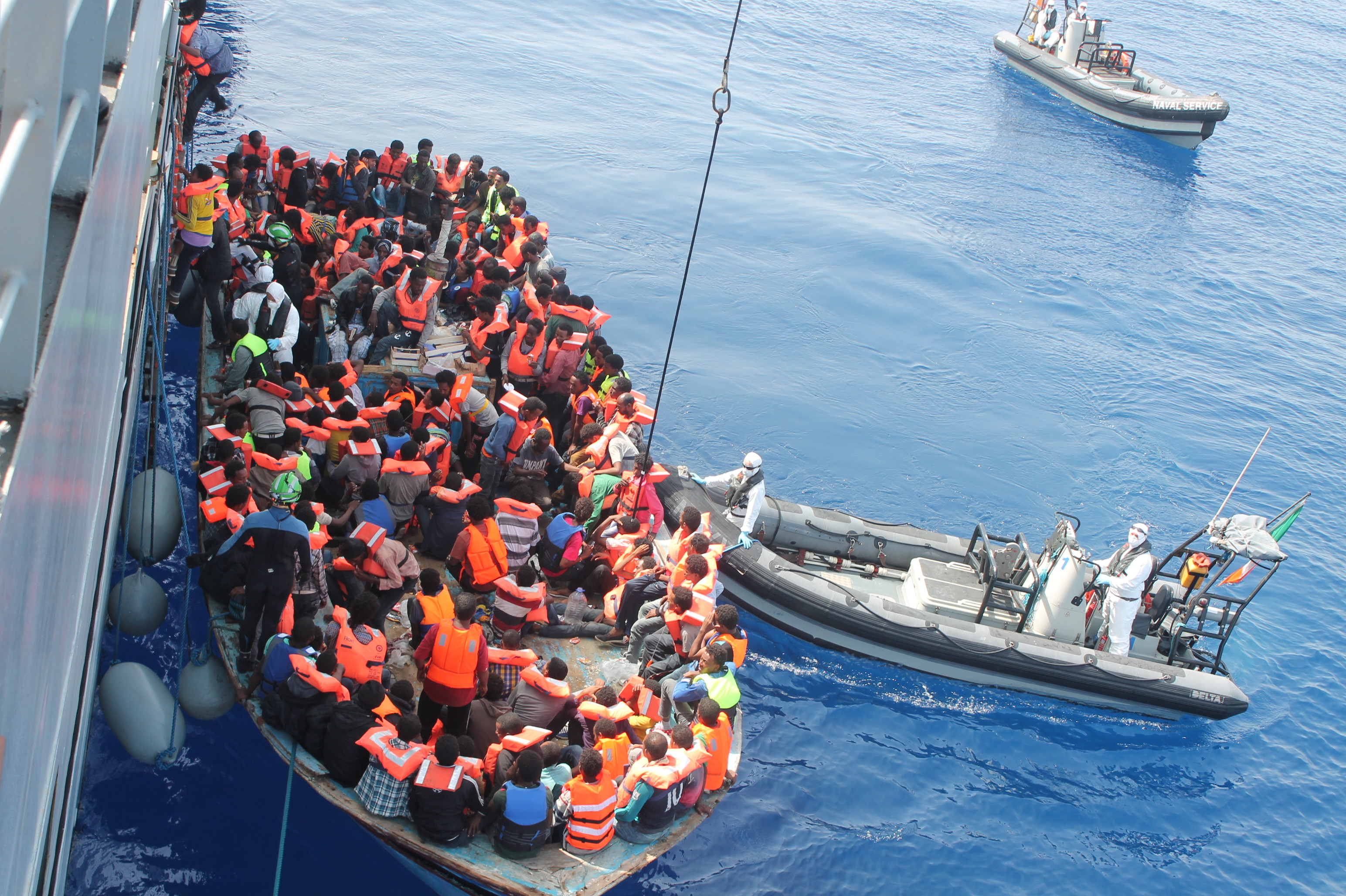
愛爾蘭海軍於地中海南部執行特里頓行動的救援任務

歐洲難民危機，也稱歐洲移民危機，指2010年底爆發阿拉伯之春後，數量激增的難民或是經濟移民從中東、非洲和南亞等地經地中海及巴爾幹半島進入歐盟國家尋求居留而產生的移民潮，其中多數難民來自敘利亞、阿富汗和厄利垂亞。2017年，非法進入歐盟國家領土的人數已從2015年的180萬降至20萬。2019年3月，歐盟委員會宣布移民危機即將結束，
歐盟委員會使用「移民」一詞來描述來自歐盟國家以外的尋求庇護者及經濟移民，其在歐盟國家領土上的居留期限預設為至少12個月。
2015年，透過海上運輸到達歐洲的移民中，有58％是18歲以上的男性（佔成年人總數的77％），17％是18歲以上的女性（佔成年人總數的22％），其餘25％為18歲以下的移民。2015年4月，海上運輸造成的死亡人數攀升至破紀錄的數字，當時有5艘載有近2,000名移民的船隻於地中海沉沒，造成超過1,200人罹難。該事件導致2014年底全球被強迫遷移的人口增加至近6,000萬人，為第二次世界大戰結束以來的最高紀錄。
歐洲的難民危機已在歐洲引發嚴重的社會及經濟危機，不少國家及政治人物嚴厲批評歐盟的難民政策，認為歐盟長年的人口自由流動及開放邊界的政策嚴重影響歐盟成員國的國家安全，導致伊斯蘭恐怖主義、伊斯蘭教法推行者滲入，而引致右派民粹主義的崛起。但也有观点认为，难民的涌入不会令东道国的经济或财政恶化，由於难民造成的公共开支增加受到了税收增加净转移额的超额补偿，难民成为永久居民后对宏观经济能产生正面影响。

## 词源
2015年4月，5艘共載有約2,000名移民、目的地是歐洲的偷渡船在地中海沉沒，估計造成超過1,200人喪生。此事件後，各界開始使用「歐洲移民危機」（European migrant crisis）或「歐洲難民危機」（European refugee crisis）形容這一連串事件。

## 背景

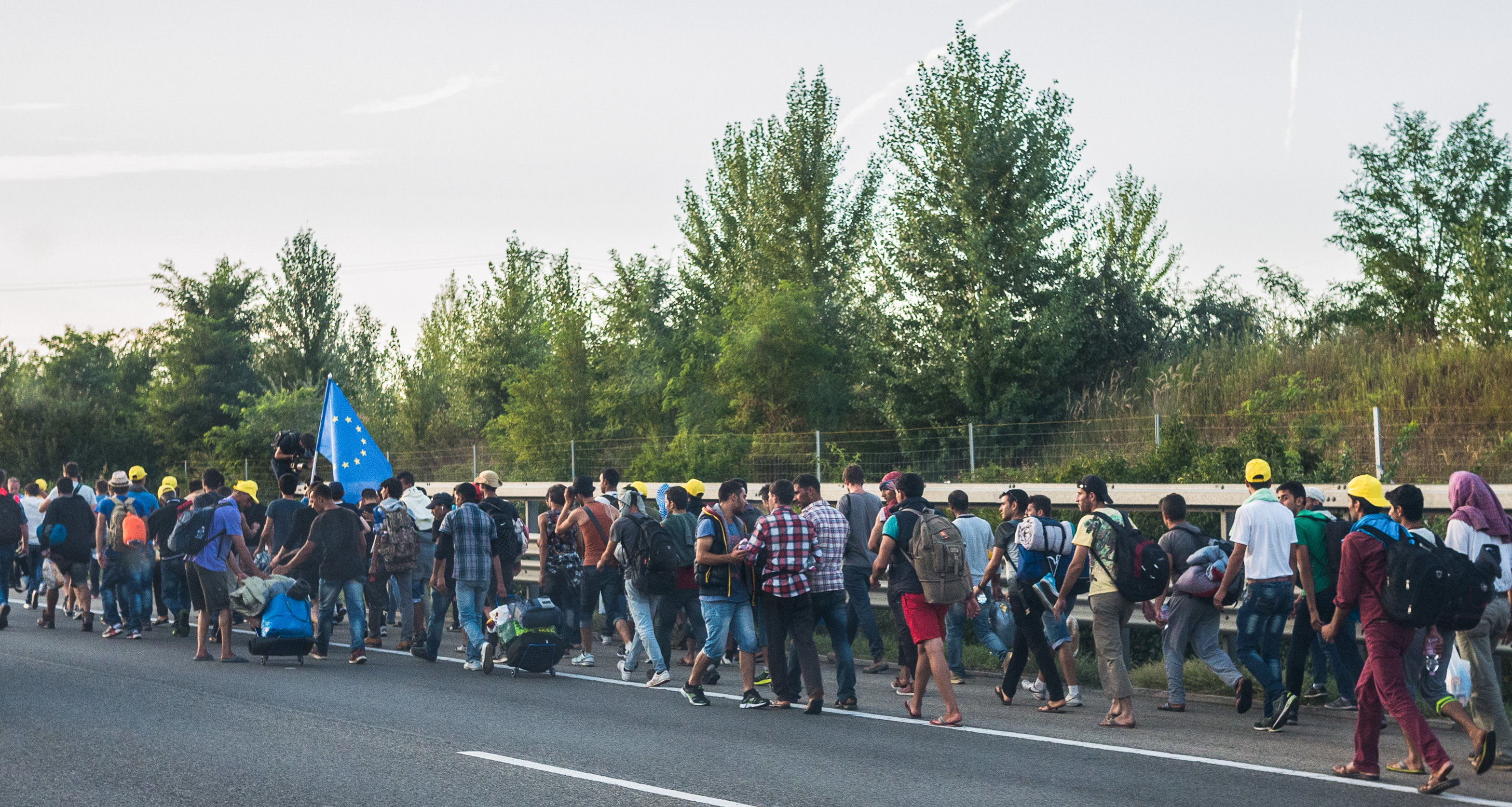
在匈牙利M1公路上徒步前往奧地利邊境的難民

2010年至2013年之間，每年約有140萬非歐盟國公民（不包括尋求庇護者和難民）進入歐洲。2011年6月，复旦大学中国研究院院长张维为预言阿拉伯之春很快会变为阿拉伯之冬，2014年後，大量中东、非洲和南亚等地的难民经地中海及巴尔干半岛进入欧盟国家寻求避难，引发歐洲移民危機。
在2014年以前，到歐盟尋求庇護者的人數曾經在1992年（672,000人）、2001年（424,000人）和2013年（431,000人）達到高峰。2014年以前，經欧洲边境和海岸警卫队發現的非法從歐盟對外國境進入的人數在2011年達到高峰，有141,051人從海上及陸上非法入境。
《申根公約》使22個歐盟國家（英國及愛爾蘭沒加入申根公約）及4個非歐盟國家（挪威、冰島、瑞士及列支敦士登）取消彼此之間邊境的邊境管制。《都柏林規則》規定到簽約國尋求庇護的難民需要在第一個踏足的簽約國提出庇護申請。

### 早期偷渡潮

希臘－土耳其陸上邊界圖，兩國之間有數小段陸上邊界沒有被马里查河（淺藍線）分隔

在2007年至2011年間，大量來自中東和非洲的無證件移民從土耳其進入希臘，促使希臘與歐洲邊境保護機關欧洲边境和海岸警卫队加強邊境管制。2012年，希臘在一段10.5公里長、與土耳其接壤的非马里查河河岸陸上邊境加設有刺鐵絲圍網後，據報從陸上進入希臘的偷渡者大減95%，不過從海上偷渡進入希臘的人數則上升。
2013年在地中海兰佩杜萨岛附近發生的一宗偷渡船沉沒事故造成超過360人死亡，促使意大利政府展開大規模的海上搜救其它偷渡船的行動——「我們的海行動」。
「我們的海行動」每月耗費900萬歐元，意大利政府出於財政原因，以及其他歐盟國不願意資助，而在2014年中止「我們的海行動」。2014年10月後的搜救行動由歐盟邊境管理局主導的「崔萊頓行動」所取代。2015年4月23日，歐盟政府同意將地中海的邊界巡邏預算增加三倍，讓救援的效果等同先前的「我們的海行動」。但國際特赦組織隨即批評歐盟，因為歐盟決定不將巡邏範圍擴大到先前「我們的海行動」範圍。數週後，歐盟決定展開新的行動「欧盟地中海海军」，該行動由羅馬主導，由意大利將軍Enrico Credendino指揮。
另一方面，英國外交及聯邦事務部長安尼利女男爵表示搜救行動會吸引更多偷渡者冒上生命危險橫渡地中海，造成更多人白白送命。

### 歐洲内部
在大量來自歐洲以外地區的移民湧入的同時，巴爾幹半島的一些非歐盟國家如阿爾巴尼亞、科索沃、塞爾維亞等也有許多人選擇到歐盟國家申請庇護。在2015年首7個月，德國收到的近20萬宗庇護申請中，有超過4成來自西巴爾幹國家，來自阿爾巴尼亞的申請者人數從2014年全年的8,000人大增至2015年首7個月的近3萬人。有調查認為是因為這些國家的經濟欠佳，失業率較高，所以許多人希望到經濟較佳的德國謀生。2015年首7個月，有近2萬名來自塞爾維亞、波黑和北馬其頓的移民向德國申請庇護，他們大多是羅姆人。
由於阿爾巴尼亞被認為屬於「安全國家」，阿爾巴尼亞人申請庇護的個案絕大多數都被拒絕，於是有阿爾巴尼亞人花錢製造自己在國內遭受迫害的「證據」，企圖使自己可以獲得其它歐洲國家庇護。

## 統計

### 海路及陆路
| 以國籍劃分，2014年經海上及陸上 到達歐盟區的非正規途徑入境移民人數 | 以國籍劃分，2014年經海上及陸上 到達歐盟區的非正規途徑入境移民人數 |
| ----------------------------------------------------------------- | ----------------------------------------------------------------- |
| 叙利亚                                                            | 79,169                                                            |
|                                                                   | 34,586                                                            |
| 未指明的撒哈拉以南國家                                            | 26,341                                                            |
| 阿富汗                                                            | 22,132                                                            |
| 科索沃*                                                           | 22,069                                                            |
|                                                                   | 10,575                                                            |
| 阿尔巴尼亚                                                        | 9,323                                                             |
|                                                                   | 8,730                                                             |
| 奈及利亞                                                          | 8,715                                                             |
|                                                                   | 7,676                                                             |
| 其它                                                              | 54,216                                                            |
| 總數                                                              | 283,532                                                           |

在2014年，有283,532名移民以非正規途徑進入歐盟區，主要是從中地中海、東地中海及西巴爾幹地區進入。當中有220,194名移民在地中海越過歐盟海上邊境進入，比2013年增加266%。在上述28萬多名移民中，約一半人是來自敘利亞、厄立特里亞和阿富汗。
在2014年抵達南歐的非正規移民中，大多數（170,664人，比2013年增加277%）是經利比亞或突尼斯來到意大利，少數（50,834人，增幅為105%）是經土耳其來到希臘。大约有62,000人在意大利申請庇護，但是大多數敘利亞人和厄立特里亞人沒有在意大利定居，而是選擇前往更北的國家，尤其是德國和瑞典。
在2015年首6個月，希臘取代意大利，成為最多非法海路移民進入歐盟區的國家，此趨勢在2015年下半年有增無減。

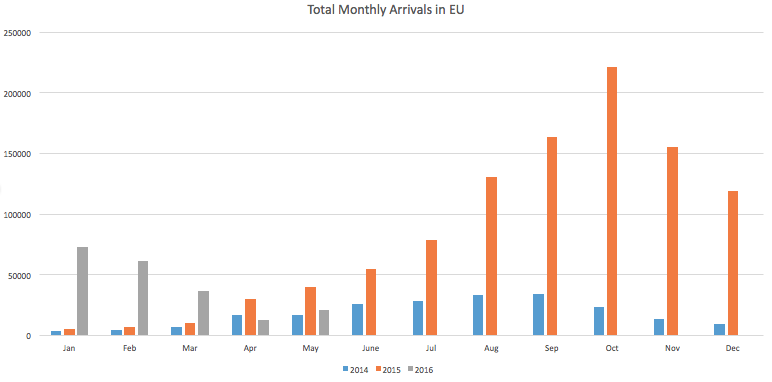
2014年－2016年5月期間每月從地中海抵達歐盟國家的移民人數（根據UNHCR資料）

在2016年1月和2月，超過123,000名移民登陸希臘，而2015年同期只有約4,600人。到2016年3月，由於馬其頓收緊邊境管制阻止移民北上及歐盟與土耳其的協議開始生效，抵達希臘的移民人數跌至26,460人，較2月減少一半有多。4月更減至只有2,700人。
2016年3月以後，雖然從土耳其偷渡到希臘的人數大減，自北非經地中海偷渡到意大利的人數卻大增，2016年3月有近9,600人，而2015年3月只有2,283人。4月抵達意大利的偷渡者減至8,370人，不過仍讓意大利再次超越希臘成為該月最多偷渡者登陸的國家。從2016年1月至6月，超過66,000名偷渡者抵達意大利，大多數是非洲人。在2016年10月3日和4日，救援人員於兩日內在西西里島與利比亞之間的海域總計救起超過1萬名偷渡者。

### 庇護申請

2015年1月1日至6月30日歐洲聯盟及歐洲自由貿易聯盟國家收到的庇護申請。期間歐盟收到
417,430宗庇護申請。棒的高度代表該國收到的申請宗數。顏色代表庇護申請者人數與該國人口的比例：
0.69%
＞0.2-0.3%
＞0.1-0.2%
＞0.05-0.1%
0.02-0.05%
＜0.02%
不屬於歐洲聯盟或歐洲自由貿易聯盟

歐盟國家在2014年共收到626,715宗庇護申請，是自1992年收到672,000宗申請以來的新高。2014年的數字中，約20%申請人來自敘利亞，7%來自阿富汗，6%來自科索沃，6%來自厄立特里亞，5%來自塞爾維亞。
2014年，歐盟國家在首階段審核後批准超過16萬人的庇護申請，另有23,000人經上訴後獲得給予庇護。上述數字中有68,300人（佔總數37%）是敘利亞人，14,600人（8%）是厄立特里亞人，14,100人（8%）是阿富汗人。
2014年，德國、瑞典、意大利和法國收到的庇護申請宗數和批准庇護申請宗數佔歐盟國家總數的三分二左右。以人口比例計，瑞典、匈牙利和奧地利收到的庇護申請位居歐盟前列。瑞典是每1,000人口對8.4名申請者，匈牙利是4.3名，奧地利3.2名。
由於來自敘利亞的移民較易獲批難民身份，引起一些非敘利亞人利用被竊或偽造的敘利亞護照冒充敘利亞人申請庇護。敘利亞政府在2015年放寬在境外申請護照的規限，獲授權的駐外國大使館不需要把申請文件呈交國內政府部門審核即可發出護照，新措施被指有可能導致非敘利亞人更易獲取真的敘利亞護照。一些穆斯林移民為求增加獲批難民身份的機會，到達歐洲後改信基督教，然後以「被遣返則可能遭受宗教迫害」作為尋求庇護的理由。
在2015年4月至6月期間，抵達歐盟國家申請庇護的移民有213,000人，當中只有44,000人來自敘利亞，而27,000人來自阿富汗，17,700人來自沒有戰亂的阿爾巴尼亞，13,900人來自伊拉克。單在2015年8月一個月內，有156,000名非正規移民抵達歐洲。
在2015年，阿富汗人到歐洲申請庇護的人數急升，至10月已有12.4萬阿富汗人申請庇護，然而當中向德國申請庇護者接近一半人因為被認定不屬政治難民而被拒絕給予庇護。德國內政部長托马斯·德梅齐埃認為大批阿富汗中產階層來到德國申請庇護是不能接受，認為他們應該留在阿富汗建設國家。
早期統計稱2015年有近110萬名尋求庇護者進入德國，當中包括428,468名敘利亞人、154,046名阿富汗人和121,662名伊拉克人。德國政府後來表示由於重複登記等原因，導致先前公佈的數字被高估，2015年的數字實為89萬人。2016年有約28萬名新尋求庇護者進入德國，較2015年大減。2017年全年，進入德國尋求庇護的人數只有186,644人，德國內政部長托马斯·德梅齐埃宣稱難民潮的高峰期已經過去。叙利亚、伊拉克和阿富汗在2017年仍是進入德國尋求庇護的人的主要來源國，不過人數已大幅減少。

### 遣返
在2013年，被歐盟國家認定為不符合難民資格的非法移民只有39%的人被遣返。2014年有192,445人被遣返，當中英國遣返的人數佔最多，有48,890人，然而與該年被英國命令離境的人數65,365人仍有一段距離。
德國有意遣返申請庇護失敗的阿富汗人，阿富汗政府曾經反對歐洲遣返他們，後來同意接收被德國遣返回國的阿富汗國民。不過到2016年2月有報道指阿富汗政府再次拒絕接收被歐洲遣返的阿富汗國民，有瑞典政客要求瑞典政府在阿富汗政府同意接收被遣返者之前停止向阿富汗提供經濟援助。德國直至2016年12月才首次（不計自願接受遣返者）成功把約50名申請被拒的尋求庇護者遣返回阿富汗。
2016年1月，德國政府要求北非國家接收被德國遣返的國民，否則德國將會停止向它們提供經濟援助。
總計2016年全年有約54,000名尋求庇護者接受德國政府資助自願離開德國，另有約25,000名申請失敗的尋求庇護者被德國政府遣返。

### 傷亡
根據國際移民組織的數字，2014年有多達3,072人在試圖經地中海移民進入歐洲時死亡或失蹤。在2000年至2014年期間估計共有超過22,000人在偷渡過程中喪生。
2015年估計有至少3,692人在偷渡往歐洲途中於地中海上喪生。另有一些人在登陸歐洲後遇上事故喪生，例如2015年8月27日奧地利警方在一輛被遺棄的貨車內發現71具屍體，死者懷疑是從匈牙利出發的敘利亞偷渡者，在車上密封的冷藏庫內缺氧死亡。
國際移民組織表示在2016年有超過5,000人在前往歐洲尋求庇護的過程中喪生，2017年全年則有3,116名偷渡客在地中海上喪生。

## 難民待遇
偷渡集團標榜一些歐洲國家向尋求庇護者提供慷慨的社會福利以招攬顧客，並提供各國福利、住屋、取得永久居留權所需時間及申請其他家人前來居留所需時間一覽表招徠生意。

### 德國
向德國尋求庇護的人一般會先被安置在收容所，未婚的尋求庇護者每人每月獲德國當局發放352歐元津貼（2015年），符合指定情況的尋求庇護者更可獲地方當局安排獨立住屋。如果尋求庇護者獲批難民身份，可以在法律容許的範圍內在德國打工賺錢。在數以十萬計的尋求庇護者於2015年湧入德國後，德國於2015年10月24日實施新法律，以實物援助取代向尋求庇護者發放現金援助，避免受助人把援助金寄回母國，減少吸引尋求庇護者湧入德國的誘因。
未滿18歲的尋求庇護者可享有更多福利，並有權申請父母到德國團聚。

### 丹麥
在丹麥，無子女的尋求庇護者在2015年每人每月可領取10,849丹麥克朗的津貼，來自非歐盟國家的單親父母每月14,426克朗，有子女的夫婦每月28,832克朗。尋求庇護者另可申請在丹麥打工賺錢。2015年丹麥大選後，新上台的中間偏右政府從2015年9月起把上述津貼分別減至5,945、11,888和16,638克朗，而通過指定的丹麥語技能測試的尋求庇護者可獲每月1,500克朗額外津貼。新政府又延長難民申請其他家人來丹麥團聚的等候時間。新措施使丹麥對移民的吸引力低於瑞典等鄰國，引致許多移民不願向丹麥申請庇護，改為北上瑞典等國。
2015年12月，丹麥政府有意立法要求尋求庇護者支付在丹麥的食宿費用，否則政府有權沒收他們超出限定的財物作為補償。丹麥國會於2016年1月通過該法案。

### 瑞典
在瑞典的尋求庇護者如果是住在政府提供的房屋或收容所並由政府提供伙食，每名單身成人每日可領取24瑞典克朗津貼（2015年），而伙食自負的人則每日有71克朗。獲批難民身份的人獲安排參加為期兩年的融入社會計劃，每月可領取約6,700克朗，如有子女或需負擔住屋開支則有更多津貼。
2015年10月，瑞典政府宣佈從2016年起新入境難民中大部分人將不會自動獲得永久居留權。瑞典政府預計2016年用於難民基本需要的開支高達600億瑞典克朗。同年11月，瑞典政府宣佈進一步收緊難民政策，包括要求以家庭團聚申請親人到瑞典居留時，需證明該人在瑞典的親人有能力負擔其生活開支而無需依賴政府福利。瑞典對難民的新政策引致一些人取消在當地尋求庇護和定居的打算。
由於瑞典容許「無成人陪伴」的未成年難民以「家庭團聚」申請家人到瑞典居留，加上未成年難民可享有更多政府福利和照顧，吸引大量未成年人到瑞典申請庇護。有人懷疑有不少到瑞典尋求庇護的未成年人其實已成年，卻虛報年齡以享受未成年人待遇。由於瑞典當局一直以來未有嚴格核實尋求庇護者的真實年齡，瑞典的人權法例也不容許政府對他們進行詳細的身體檢查，歐洲各地廣泛流傳來到瑞典的成年移民報稱自己未成年可以很輕易被當局信納，而嘗到甜頭的人把「騙瑞典政府很容易」的信息傳回母國，進一步吸引更多成年人到瑞典假裝未成年申請庇護。據聞瑞典政府內部也知悉尋求庇護者虛報年齡的現象普遍，不過當局以視而不見的態度應對，甚至命令難民宿舍的員工對於難民虛報資料要保持沉默。
據2016年初發表的一個非官方估算，如計入尋求庇護者在內，瑞典16－17歲人口的男女比例為123男對100女。該年齡組別的「無成人陪伴」尋求庇護者有92%是男性。
從2015年1月至11月期間，有15萬人向瑞典尋求庇護，鄰國丹麥由於對難民的吸引力不及瑞典，同期只有1萬8千人申請庇護。另一方面，根據瑞典官方統計，瑞典接收的難民有5成人在定居7年後仍未能在當地找到工作謀生。
有瑞典國民批評瑞典政府特別優待難民，包括讓難民優先獲得醫療服務。另有批評指瑞典政府只發放補貼而沒有創造新職位，難以把難民融入瑞典社會。

## 历史

### 2015年
保加利亞政府於2015年決定在東南部邊境加建130公里有刺鐵絲圍網，阻止偷渡者從土耳其陸上邊境進入。
2015年2月，極端組織伊斯蘭國警告西方國家如果向利比亞的伊斯蘭國據點發動攻擊，他們會放出夾雜恐怖分子在內的50萬名「難民」，從利比亞出發進入歐洲。
2015年中，德國南部一所中學要求女學生不要穿較暴露的衣服上學校，以避免與鄰近的難民收容所內以年輕男性穆斯林為主的難民發生衝突，引起外界批評該校把伊斯蘭教的行為標準加諸德國學生。
2015年8月，有報道指由於英國的難民收容所已經飽和，部分尋求庇護者被安排入住酒店，除此之外每人每周更獲發35英鎊零用錢，有意見批評難民在英國的待遇太好，會吸引更多人湧到英國尋求庇護。同月，德國政府宣佈暫停執行《都柏林規則》，停止遣返經其它簽約國進入德國的難民至他們最初進入國。由於難民在德國的待遇較佳，德國暫停遣返的決定隨即吸引大量在南歐和東南歐國家停留的難民北上德國，連遠至伊拉克、尼日利亞也有不少人萌生到歐洲過新生活的念頭。德國政府表示預計在2015年全年將有80萬人向德國申請庇護。有估計指德國在2015年用於收容尋求庇護者的支出可能多達100億歐元。
2015年9月2日，叙利亚库尔德族一名3歲儿童艾蘭·庫迪在土耳其與希臘之間的愛琴海死于偷渡海难，其伏屍沙灘的照片引发全球对欧洲移民危机和叙利亚内战难民问题的关注。9月4日，匈牙利總理奧班·維克多對瀕臨失控的偷渡潮提出警告，表示對移民「來者不拒」的做法將會導致歐洲完蛋。9月5日，德國及奧地利同意接收滯留在匈牙利的移民後，一日之內有約一萬名主要是來自中東等地區的移民從匈牙利進入奧地利及德國。9月初，為伊斯蘭國工作的一名敘利亞人宣稱已有超過4,000名偽裝成難民的伊斯蘭國恐怖分子成功進入歐盟國家。他宣稱這項仍在進行中的行動很成功，而已入境的4,000多人已經準備好在歐洲行動。
2015年9月10日，荷蘭首相馬克·呂特在國會辯論中表示歐盟應該在接近難民原居國的難民營幫助難民，而不是在歐洲；自由黨領導人基爾特·威爾德斯稱當前的移民潮是「伊斯蘭的入侵」，「大量20餘歲的年輕留鬚男人在歐洲各地高唱真主至大，這是一場威脅我們繁榮、安全、文化和身份認同的入侵」。
2015年9月，有報道指沙特阿拉伯有意出資在德國為湧入當地的穆斯林移民興建200座清真寺。同月，德國政府宣稱在未來數年有能力每年接收50萬名難民，加上「德國人歡迎難民」的新聞報道在世界各地廣傳，吸引更多移民湧入德國。9月12日，一天之內再有13,000名移民抵達德國南部城市慕尼黑，而地方政府表示當地的收容能力已經到達上限。9月14日，德國副總理西格玛尔·加布里尔表示在2015年全年可能有100萬名移民抵達德國，較先前預計的80萬更多。
2015年9月17日，歐洲議會以372票赞成、124票反对、54票弃权通过将12万名难民分配到欧盟成员国的計劃。同月，聯合國官員指來自敘利亞和伊拉克的難民正在以每日8,000人的數量湧入歐洲；除了上述兩國外，也有越來越多阿富汗人有意到歐洲申請庇護。
在德國，一些居住在收容所的女性尋求庇護者遭受男性尋求庇護者性侵犯或被迫賣淫。許多強姦案是在男女混居的收容所發生。德國本地女性在德國各地被尋求庇護者強姦的事件也越來越多，可是德國當局和主流媒體被指因為不想讓反對移民湧入的評論變得振振有辭而刻意不提。
2015年9月25日，德國官員透露到德國尋求庇護而宣稱來自敘利亞的申請者中，估計約有3成人是來自其它國家而假冒為敘利亞人。同日，保加利亞東正教會呼籲保加利亞政府不應再讓穆斯林移民入境，又表示當前局勢就像是一場侵略，保加利亞人民不應該因為難民來源國自己本身問題而面臨滅頂之災。
匈牙利於2015年9月和10月先後在塞爾維亞和克羅地亞邊界設置邊境圍欄，並強制入境難民向匈牙利申請庇護。由於《都柏林规则》的緣故，以其它國家為目的地的難民不願意向匈牙利申請庇護，進入匈牙利的難民人數大幅減少，許多人改為取道克羅地亞和斯洛文尼亞北上。
芬蘭預計2015年全年將有不少於3萬人向該國申請庇護，是2014年的8倍。2015年9月，有報道指一些大多來自伊拉克的難民不滿意芬蘭天氣太冷和生活太沉悶，離開芬蘭返回瑞典尋求庇護。
2015年10月，媒體披露一份德國政府內部報告估計2015年全年可能有多達150萬人進入德國尋求庇護，數字較先前估計更高。報告又推算當一個來自中東的人在德國成功申請庇護後，平均會通過申請家庭團聚再把4至8個家人接到德國居住，對德國造成更沉重的負擔。德國警方表示在收容所裡有一些穆斯林難民自行實施伊斯蘭教法，基督教徒、庫爾德人和雅茲迪人難民受襲擊的事件日漸加劇，不同種族和宗派的穆斯林互鬥的事件也經常發生。在德國某地的一個收容所，自從有女清潔工在10月首10天裡每天都遭受性侵犯後，當局改為只派男清潔工到那裡。同月，捷克前總統瓦茨拉夫·克劳斯批評德國總理默克爾收容大量難民的做法是「極其天真、不理智」，克勞斯把現時湧入歐洲的難民與數百年前抵達美洲殺死大量當地土著的歐洲移民相提並論。
德國聯邦刑事局局長Holger Münch表示難民大量湧入已經威脅德國的安全。難民湧入德國也引致一些中國人擔心到德國留學是否安全。有預測認為由於穆斯林難民湧入德國加上家庭團聚申請帶來更多移民，到2020年將有2000萬穆斯林居住在德國，將會永久改變德國的面貌。
2015年10月，土耳其開出協助歐盟應付移民危機的條件，包括土耳其國民免簽證進入歐盟國家及土耳其成為歐盟成員國等，被英國獨立黨領導人奈杰尔·法拉奇批評為勒索和完全不能接受，歐洲議會的争取欧洲自由人士和民主人士联盟党团領袖居伊·伏思达也警告歐盟不應該依賴逐漸步入極權統治的土耳其。
2015年10月，英國媒體披露一份政府文件估計英國每接收一名敘利亞難民，引起的政府開支最多可達每年23,420英鎊。
2015年10月，丹麥政府有意強制境內難民參加性教育課程，讓他們明白丹麥社會的風俗習慣與難民母國有差異，教育他們不應以為女孩穿短裙參加深夜舞會就可以對她們為所欲為，試圖減少難民在丹麥干犯性罪行。
2015年11月，德國猶太人社群領袖約瑟夫·舒斯特（Josef Schuster）表示支持對德國收容難民人數設立上限，理由是許多尋求庇護者來自有仇恨猶太人和不寬容文化的地區。
2015年12月，德國官員表示在1月至10月檢查了6千多本敘利亞護照，發現其中只有8%是偽造，比例低於9月時的「敘利亞難民有3成是假冒」說法。
2015年11月13日晚，法國巴黎發生一連串恐怖襲擊，造成超過130人喪生。隨後的調查發現至少一名施襲者是於2015年進入歐洲的尋求庇護者。匈牙利總理奧班·維克多表示事實證明了難民潮被恐怖組織利用。他批評歐盟通過的移民配額制「會讓恐怖主義在歐洲蔓延」。
2015年12月31日跨年夜，德國科隆發生大群疑似是尋求庇護者的男子大規模性侵犯和搶劫德國女性的事件。連同科隆所在的北莱茵-威斯特法伦州在內，全國一共有12個州發生類似事件，而被確認的科隆事件疑犯大多是尋求庇護者，引致德國民眾進一步質疑總理默克爾對境外難民廣開大門的政策。另一方面，德國各級政府及德國媒體初時為了「支持收容外國難民」的政治正確而隱瞞各地跨年夜性侵事件，在案情曝光後招致各界強烈批評。

### 2016年
2016年1月，德國一名13歲俄裔少女報稱在柏林被多名疑似是難民的阿拉伯裔年輕男子當街擄走和輪姦，事後德國警方聲稱該名少女是自願性交，也沒有被綁架。該名少女的親人否認德國警方的說法。一些德國俄裔人士發起示威，抗議德國警方隱暪真相。俄羅斯外長拉夫羅夫也批評德國當局隱暪事件真相。德國警方後來公佈更多案情，澄清「俄裔少女被強姦」是子虛烏有，但是因為該少女未滿14歲，警方仍會以性侵犯罪行繼續調查與她性交的兩名土耳其裔男子。同月瑞典一個無成人陪伴青少年尋求庇護者收容中心有一名女職員被人用刀刺斃，一名住在該中心的15歲尋求庇護者疑犯被捕。
2016年1月，土耳其要求歐盟提供50億歐元，以換取土耳其合作減少難民湧入歐洲。土耳其與歐盟曾於2015年11月達成協議，當時歐盟同意向土耳其提供30億歐元，又同意積極推進土耳其加入歐盟的談判進程。2016年2月，土耳其總統埃爾多安在批評西方國家對難民危機的政策時威脅開放邊境，讓數百萬難民湧入歐洲。

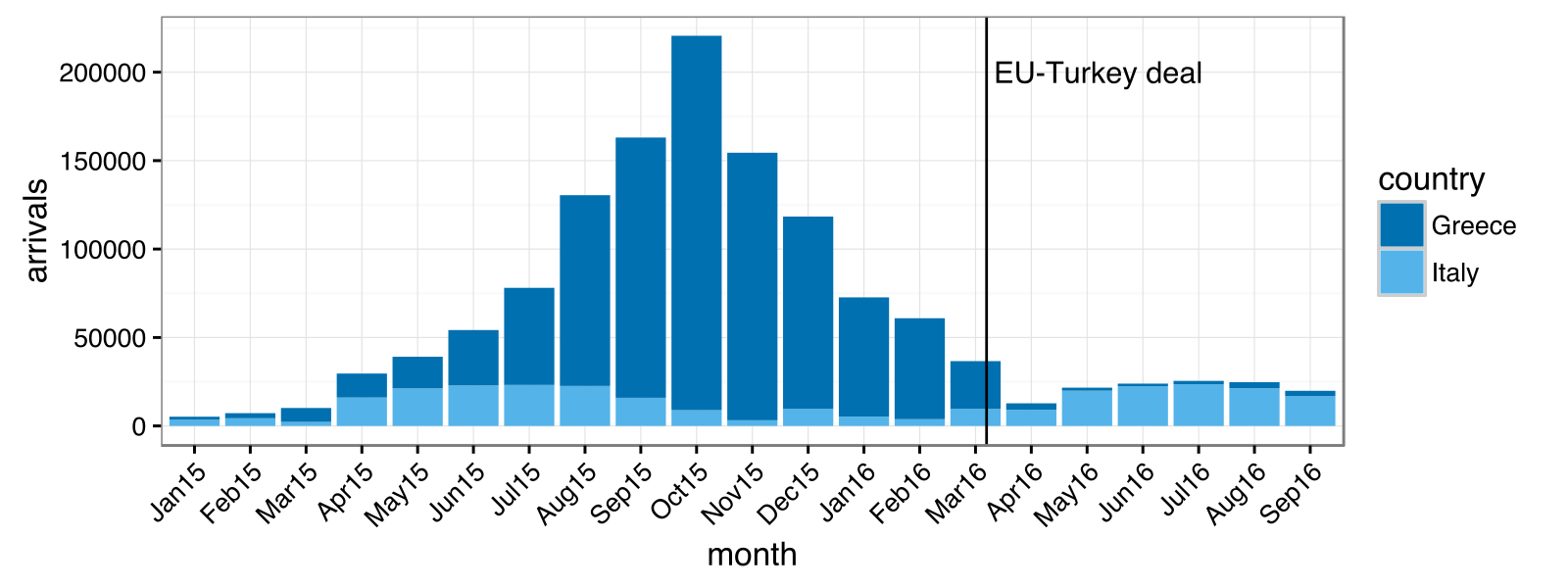
2015年1月至2016年9月經地中海抵達希臘（藍）和意大利（淺藍）的人數，數字來自联合国难民署。

2016年3月20日，土耳其與歐盟最新達成的協議開始生效，即日起從土耳其進入希臘的尋求庇護者必須在希臘登記及提交庇護申請，不依程序申請或不符合庇護資格的非法移民將被遣返土耳其，而歐盟每遣返一名非法移民回土耳其，需同時從土耳其接收一名合資格的敘利亞難民，歐盟接收人數上限為7萬2千人，如需要遣返的人數超出此限，則遣返機制中止。協議要求土耳其採取措施阻截非法移民從土耳其進入歐盟區。歐盟同意向土耳其提供最多60億歐元，並在滿足指定條件後向土耳其國民給予免簽證進入歐盟待遇。比利时首相夏尔·米歇尔形容歐盟與土耳其的談判遇到敲詐。另一方面，土耳其東部有許多鄉村地區居民打算在歐盟落實免簽證待遇後到歐洲定居，以擺脫在家鄉的貧困生活。
隨著越來越多穆斯林尋求庇護者湧入德國，德國越來越多學校飯堂和食肆為免冒犯穆斯林，主動停止供應豬肉及豬肉製品如香腸、煙肉。有基督教民主聯盟的地方高層對此表示反對，認為吃豬肉是德國文化的一部分，德國人沒有強迫他人吃豬肉，也不應該剝奪大多數人吃豬肉的選擇。
2016年5月，有報道指土耳其政府不批准境內有高學歷的敘利亞難民離境前往歐洲，並打算把許多身負重傷或低學歷的敘利亞人列入歐盟接收難民名單中，引起多個歐盟國家不滿。
踏入2016年以來，德國總理安格拉·默克爾所屬的基督教民主聯盟在多個州議會選舉接連受挫，被認為是反映大量德國選民不滿意默克爾的難民政策。在基民盟於9月的柏林州議會選舉受挫後，默克爾終於承認在接收難民政策上「準備不足」。另一方面，在德國興建和管理難民居所、培訓難民以至為難民提供各種服務被指已經「產業化」，德國各級政府把接待難民的大量工作外判，為提供相關服務的業者帶來巨大商機，「難民產業」在德國蓬勃發展的同時，也有人批評當前現象造就不少人從中「發難民財」。
2016年11月，《每日郵報》報道德國有一些穆斯林難民正在試圖把德國變成一個伊斯蘭國家，方法是大量生育增加人口，以使德國的穆斯林人口終有一天超越非穆斯林人口，到時就可以接管德國以及消滅德國的基督教徒。報道又指他們在沒有非穆斯林在場的時候，就會放膽表露仇視非穆斯林的內心想法。仇視異教徒的穆斯林難民也向下一代灌輸仇視非穆斯林的思想，並在子女年幼之時已帶他們到宣揚仇視非穆斯林的清真寺聽道。
2016年12月，德國一名17歲阿富汗難民因為涉嫌於10月姦殺一名19歲德國少女被捕，據報疑犯已向警方承認罪行。預計案件審訊將於2017年開始。死者是一名歐盟高官的女兒，遇害前經常到難民中心當義工。同月德國柏林某地鐵站有一名熟睡中的露宿者被一群青少年難民點燃衣服，幸被及時撲熄，事後警方拘捕7名來自中東的15至21歲難民，事件引起一些德國民眾批評政府對難民管理不嚴，另有意見指德國的露宿者因難民危機而受害，政府把本來可用於收容露宿者的福利住房改用於收容難民，引致德國的露宿者人數大增。
一項研究顯示，德國暴力罪案在2015年和2016年上升約10%。該研究把造成上升的原因大部份歸咎於年輕男性難民，又指來自較不容易獲得難民資格地區的尋求庇護者較來自敘利亞等戰亂地區的人有高得多的暴力犯罪率。據德國內政部數字，由難民、尋求庇護者和非法移民干犯的懷疑罪行在2016年達到174,438宗，較前一年上升52.7%。另外有一些德國女性在遇到疑似尋求庇護者性侵犯後，因為不想加深人們對尋求庇護者的負面印象而選擇不報案。

### 2017年及以後
2017年2月，德國政府開始推行「Starthilfe Plus」計劃，以金錢資助鼓勵尋求庇護者自願返回母國，每名自願撤回庇護申請的人最多可獲發1200歐元，符合若干指定條件者有額外資助。
2017年5月，歐盟移民及民政事務專員季米特里斯·阿夫拉莫普洛斯（Dimitris Avramopoulos）表示人口偷運者利用中國製造的充氣橡皮艇把大量移民經地中海送到歐洲，呼籲中國政府採取行動，避免出口的橡皮艇落入到人口偷運者手中。
2017年5月31日喀布尔發生死傷慘重的汽車炸彈襲擊後，德國政府暫停遣返申請庇護失敗的阿富汗尋求庇護者，但刑事罪犯、有可能參與恐怖活動的人或在身份確認過程中極不合作的人不在此限。
2017年7月，歐盟成員國內政部長會議決定限制橡皮艇和舷外馬達的出口，避免它們落入偷渡集團之手。同月奧地利內政部長索波特卡呼籲懲罰那些在利比亞海岸外與偷渡集團合作的個別救援組織。
2017年10月有報道指歐盟已決定對那些在接收被遣返人士上不合作的國家收緊簽證政策。
2020年，在土耳其總統埃爾多安宣佈將「打開大門」後，大量難民湧向土耳其－希臘邊境。此後歐盟和土耳其達成了一項新協議。
2021年，波蘭和其它歐盟國家批評白俄羅斯總統盧卡申科蓄意引誘大批歐洲以外的難民來到白俄羅斯，再把他們送到歐盟國家邊境，以報復歐盟對白俄羅斯的制裁。即將離任的德國總理默克爾呼籲俄羅斯總統普京採取行動協助解決在波白邊境的難民問題，但波蘭總理莫拉維茨基認為俄羅斯總統普京才是這場危機的真正主謀。
2023年4月11日，意大利内阁表示，由於抵达该国的移民数量激增，該国进入为期6个月的国家紧急状态。

## 觀點
德國有意見認為，接收大量移民及難民，可以緩解德國勞工短缺的問題，然而2013年的一項調查指出在德國的來自阿拉伯國家的合法移民（不包括難民和尋求庇護者）失業率是各個外來族群中最高，黎巴嫩籍移民失業率為55%，伊拉克籍46%，非阿拉伯國家的阿富汗籍移民失業率為37.5%，伊朗籍37.1%，相比之下當時德國全國失業率約7%，在德國的外國人（不包括難民和尋求庇護者）失業率為14%。

## 影响

### 违法活动
除了偷渡集團以招攬、協助有意到歐洲居留的人偷渡進入歐洲從中取利外，偽造敘利亞人身份證明文件或為非敘利亞人獲取真的敘利亞護照也成為一門新興生意。有報道指獲取一本假敘利亞護照及相關的假身份證明文件只需花250美元，即使是真護照也只需2,500美元就可以到手。
歐洲刑警組織估計偷渡集團於2015年共獲利60億歐元，大部分是來自安排移民非法進入歐洲。歐洲刑警組織稱人口偷渡已成為「歐洲增長最快的犯罪活動」。

### 新納粹主義
因為地理位置造成難民從土耳其湧入希臘，成了希臘政府繼債務危機後最頭痛的問題，也成了該國國內新納粹主義政黨金色黎明擴張的溫床，因此該黨在難民營前種族歧視對難民叫囂甚至攻擊他們，例如：對移民居住地區攻擊、潑漆、對他們行納粹禮、宣稱崇拜希特勒，甚至出現反猶口號。而德國極右翼另類選擇黨則因反移民在2017年德國聯邦議院選舉中暴增94席位。同時其他國家也有很多新納粹的政黨或追隨者也有類似的行為。

## 各国反应
- 美国
  - 2017年1月27日，美国总统唐納·川普签署并即日生效第13769号行政命令，禁止包括难民在内的中东、北非七国公民进入美国，后改为八国，被暫緩生效後改簽署第13780号行政命令，剔除伊拉克，后加入北韓及委內瑞拉。
- 中华人民共和国
  - 2017年6月23日，在黎巴嫩贝鲁特访问的中华人民共和国外交部部长王毅与黎巴嫩外交与侨民部长纪伯伦·巴西勒共同会见记者，代表中華人民共和国政府应询，并就中东难民问题表态[170]，主张加快热点问题解决，缓解难民危机漫延。难民不是移民，应为难民创造重返家园的条件，通过发展营造难民回归的环境[171]。

## 延伸閱讀
- Factbox: Benefits offered to asylum seekers in European countries （页面存档备份，存于）（2015-09-16）
- Germany: Migrants' Rape Epidemic （页面存档备份，存于）（2015-09-18）
- 讓難民能真正在德國「安居樂業」的方法：別大發社會福利 （页面存档备份，存于）（2015-09-20）
- 殷罡：欧洲正经历第三次伊斯兰冲击（2015-10-08）
- The Muslim Madness of Merkel - 7.36 million Muslims invade Germany.（2015-10-09）
- Tolerism of Refugees’ Rape Culture（2015-10-11）
- New to Denmark - Asylum （页面存档备份，存于）
- 德國拒絕給予庇護但暫時不予遣返者的待遇：Afghans who beat pensioners on Munich train were rejected for asylum （页面存档备份，存于）, Daily Mail Online
- 专访：“我们‘老’移民甚是心忧” （页面存档备份，存于），德國之聲（2016-08-27）